# Abel Dillner
Knut Abel Sigfrid Dillner, född den 10 januari 1830 i Östra Ryds socken, Stockholms län, död den 22 november 1907 i Stockholm, var en svensk läkare. Han var son till Johan Dillner samt far till Hjalmar och Gunnar Dillner.
Dillner blev 1847 student vid Uppsala universitet, där han avlade medicine kandidatexamen 1855 och medicine licentiatexamen 1859. Han blev kirurgie magister vid Karolinska institutet i Stockholm sistnämnda år. Dillner var stadsläkare i Säters stad  1862–1881, förste bataljonsläkare vid Dalregementet 1863–1873, regementsläkare där 1873–1890, fältläkare vid Femte militärdistriktet 1874–1888 och distriktsläkare i Stora Tuna distrikt, Kopparbergs län, 1882–1889. Han blev riddare av Vasaorden 1875 och av Nordstjärneorden 1882. Dillner vilar i en familjegrav på Säters kyrkogård.